# Yūichi Maruyama
Yūichi Maruyama (jap. 丸山 祐市 Maruyama Yūichi; ur. 16 czerwca 1989 w Tokio) – japoński piłkarz, reprezentant kraju. Obecnie występuje w FC Tokyo.

## Kariera klubowa
Od 2012 do 2014 roku występował w klubach FC Tokyo i Shonan Bellmare. Od 2015 roku gra w zespole FC Tokyo.

## Kariera reprezentacyjna
W reprezentacji Japonii zadebiutował w 2016.

## Statystyki
| Reprezentacja Japonii | Reprezentacja Japonii | Reprezentacja Japonii |
| Rok                   | Mecze                 | Gole                  |
| --------------------- | --------------------- | --------------------- |
| 2016                  | 2                     | 0                     |
| Razem                 | 2                     | 0                     |